# Ba'athismus

Vlajka strany Baas

Ba'athismus (nebo též Baasismus) je proarabská ideologie prosazující a kombinující arabský nacionalismus a socialismus, někdy i komunismus. Myšlenku používají baaské strany hlavně v arabských zemích (Jemen, Libanon, Sýrie, v minulosti Irák) včetně afrických (Súdán a Mauritánie).

## Odpor
Irácký ba'thistický režim byl za války v Iráku svržen Američany, v důsledku čehož se velká část jeho bývalých členů přidala k Islámskému státu. V Sýrii byl baasistický režim poražen po dlouhotrvající občanské válce, ve které čelil koalici několika opozičních a radikálních sil – Národní koalice sil revoluce a syrské opozice, Islámskému státu a některým frakcím Kurdů.